# Asarum caudigerum
Asarum caudigerum är en piprankeväxtart som beskrevs av Henry Fletcher Hance. Asarum caudigerum ingår i släktet hasselörter, och familjen piprankeväxter. Utöver nominatformen finns också underarten A. c. cardiophyllum.